# Inhibitions
Inhibitions è un singolo del gruppo musicale eurodance svedese Alcazar, pubblicato il 16 giugno 2008 dall'etichetta discografica Universal.
La canzone che ha dato il titolo al singolo è stata scritta e prodotta da Anders Hansson e N. Chinn ed è stata estratta come singolo dall'album Disco Defenders.
Il singolo ha riscosso un buon successo in Svezia, raggiungendo la decima posizione della classifica dei singoli locale.

## Tracce
1. Inhibitions – 3:06

## Classifiche
| Classifica (2008) | Posizione raggiunta |
| ----------------- | ------------------- |
| Svezia            | 10                  |